# Oligia hypothermes
Oligia hypothermes là một loài bướm đêm trong họ Noctuidae.